# تشاو جون
تشاو جون (بالصينية: 赵均) (19 أكتوبر 1988 بلياونينغ في الصين - ) هو لاعب كرة قدم صيني في مركز الوسط. لعب مع نادي غويزهو رينهي وBeijing Sport University F.C. ‏.

## وصلات خارجية
- تشاو جون على موقع قاعدة بيانات كرة القدم.إي يو (الإنجليزية)